# 上罗伊特
上罗伊特是德国巴伐利亚州的一个市镇。总面积13.49平方公里，总人口1623人，其中男性803人，女性820人（2011年12月31日），人口密度120人/平方公里。